# Titov Vrv
Titov Vrv (makedonsko Титов Врв, albansko Turk i Madh) je najvišji vrh Šar planine z 2748 m. Leži približno 21 km severozahodno od mesta Tetovo v Severni Makedoniji, blizu meje s Kosovom. Vrh je bil poimenovan po nekdanjem jugoslovanskem komunističnem voditelju Josipu Brozu - Titu. Njegovo izvirno ime je Голем Турчин/Golem Turčin (Veliki Turek). Leta 1934 so vrh preimenovali v Aleksandrovo goro po imenu jugoslovanskega kralja Aleksandra, ki ga je istega leta ubil bolgarski borec za svobodo. Med drugo svetovno vojno so jugoslovanski Makedoniji bolgarske oblasti povrnile njeno tradicionalno ime. Po ustanovitvi komunistične Jugoslavije so vrh leta 1953 preimenovali v skladu z uveljavljenim kultom osebnosti po Titu.
Ime je v Severni Makedoniji ostalo nespremenjeno od makedonske neodvisnosti leta 1991, ker je kultni status, ki obkroža dobrohotnega diktatorja, tam še vedno živ. Vendar pa je v mnogih drugih sosednjih jezikih, kot so turščina, albanščina in bolgarščina, še vedno znan kot Veliki Turek.
Poleg tega je manjša sosednja gora splošno znana, tudi v Severni Makedoniji, kot Mal Turčin, kar pomeni Mali Turek.

## Aktivnosti
Vsako leto zadnji vikend v maju Planinsko društvo Ljuboten organizira vzpon na ta vrh.